# Mac App Store
Mac App Store — онлайн-магазин приложений для операционной системы macOS, управляемый корпорацией Apple. Построен по идеологии магазина App Store для iOS, позволяет пользователям приобретать и скачивать приложения, размещаемые независимыми разработчиками, а также обновлять и переустанавливать ранее приобретённые программы. Приложения тематически категоризированы (используется более 20 категорий — «бизнес», «образование», «развлечения» и так далее).
Анонсирован 20 октября 2010 года на мероприятии «Back to the Mac», 3 ноября того же года начата регистрация программ от разработчиков. 6 января 2011 года магазин открыт, к 28 апреля 2012 года количество приложений в магазине превысило 10 тыс. С 2011 года новые версии OS X (macOS) также распространяются через Mac App Store.

## Регулирование
Прежде чем приложения будут доступны в магазине, они должны быть одобрены Apple. К запрещённым типам приложений, обнаруженным Apple, относятся приложения, которые:
- изменяют собственные элементы пользовательского интерфейса или поведение macOS;
- не соответствуют требованиям Apple Macintosh Human Interface Guidelines;
- похожи по внешнему виду или функциям на текущие продукты Apple (например, Mac App Store, Finder, iTunes и iChat);
- похожи на другие приложения, которые уже представлены в Mac App Store (например, Adobe Illustrator и CorelDraw, Photoshop Lightroom и Apple Aperture, Cinema 4D и 3D Max);
- содержат или отображают порнографические материалы;
- являются или устанавливают общие компоненты (расширение ядра, плагин браузера, компоненты QuickTime и так далее);
- предоставляют контент или услуги, срок действия которых истекает;
- не запускаются в поставляемой в настоящее время версии macOS;
- являются бета-, демонстрационными, пробными или тестовыми версиями программного обеспечения;
- ссылаются на товарный знак, на использование которых у разработчик нет явного разрешения;
- лицензированы только под GNU GPL (из-за ограничительных условий обслуживания, накладываемых App Store)[7][8];
- используют программные библиотеки, которые установлены или считаются устаревшими Apple для пользователей macOS (например, ранние реализации JDK[9][10] или PowerPC-код, требующий Rosetta);
- содержат вредоносный код.

Правила меняются, например, до 2013 года не допускались неизолированные приложения, но впоследствии разрешены приложения со «временными исключениями», если есть необходимость работать в неизолированной среде; с 2018 года не допускаются 32-битные приложения.